# Windows 10 phiên bản 1903
Windows 10 phiên bản tháng Năm 2019 (còn được gọi là Windows 10 phiên bản 1903, tên mã là "19H1") là bản cập nhật thứ bảy của Windows 10 và cũng là phiên bản đầu tiên có tên mã mô tả năm và đơn đặt hàng được phát hành, thay vì sử dụng các biệt hiệu "Redstone" cũng như "Threshold". Nó mang số hiệu bản dựng là 10.0.18362.

## Tổng quan
Phiên bản xem trước đầu tiên của 1903 dành cho Người dùng Nội bộ Windows ra mắt trong chương trình Skip Ahead Ring vào ngày 25/7/2018. Nó chính thức được phát hành rộng rãi từ ngày 21/5/2019.
Dịch vụ cập nhật dành cho phiên bản này đã kết thúc sau sự ra mắt của bản dựng 18362.1256 vào ngày 8/12/2020.

## Tính năng
Những sự thay đổi đáng chú ý trong phiên bản 1903:
- Một chủ đề hình nền Sáng được làm mới
- Thanh tìm kiếm và Cortana tách biệt nhau trên thanh tác vụ
- Windows Sandbox (không khả dụng trên Windows 10 Home)
- Có thể tạm dừng cập nhật trong tối đa 35 ngày (bao gồm Windows 10 Home)
- Hình nền mặc định mới
- Trình sửa lỗi được khuyến cáo
- Các thông báo bị ẩn đi khi đang mở chế độ toàn màn hình